# Ludi mathematici
Ludi mathematici o Ludi rerum mathematicarum  è un trattato di Leon Battista Alberti che concretizza una parte dei suoi interessi scientifici sempre presenti accanto all'attività letteraria ed agli interessi artistici e architettonici.
Il testo, scritto tra il 1450 ed il 1452, è dedicato a Meliaduse d'Este, fratello di Lionello a cui l'Alberti dedicava il contemporaneo De architectura.
Si tratta di una raccolta di questioni di geometria e fisica trattate sotto forma di giochi, storie, situazioni, con un intento pedagogico. Spesso si tratta di problemi di misurazione, come la determinazione dell'altezza di una torre con l'ausilio dell'ombra di un bastoncino infisso applicando il teorema di Talete. Le questioni trattate non sono originali, ma dimostrano l'ampia cultura dell'autore.

Il giudizio sull'opera oscilla dunque tra coloro che lo giudicano un divertissement e altri che lo ritengono uno fra i testi più rappresentativi dell'epoca.